# Aadadah
Ne doit pas être confondu avec Adada.
Aadadah, Adadah ou Hadhadah est une des localités bibliques, qui avec Kabfel, Aader, Iadjour, Keinah et Dimounah, dépendaient de l'héritage de la tribu des enfants de Juda (Josué XV - 20, 21, 22).
Adadah est situé près de la frontière sud du territoire de la tribu de Juda, à proximité de l'Idumée. Son nom viendrait du syriaque et signifierait « jour de fête ». Félicien de Saulcy, dans son Dictionnaire des antiquités bibliques, identifie cette localité avec les ruines de Qasr Aadadah. Beaucoup d'universitaires l'identifient avec Aroer, citée dans le 1er livre de Samuel et située à 19 km au sud-est de Beer-Sheva,, d'autres avec Adadah au sud-est d'Arad.